# Карлінгфорд-Лох
Карлінгфорд-Лох (англ. Carlingford Lough, ірл. Loch Cairlinn, де Cairlinn, за різними джерелами — скорочення від Cathair Linn або від Snám Aignech) — один з трьох льодовикових фіордів острова Ірландія, що є природною межею між графствами Даун і Лаут, і, отже, кордоном між Ірландією і Північною Ірландією (Велика Британія). Затоку захищено Рамсарською конвенцією за другим критерієм Конвенції; на її островах є важливі місця проживання крячкових.